# Gnamptodon pumilio
Gnamptodon pumilio är en stekelart som först beskrevs av Christian Gottfried Daniel Nees von Esenbeck 1834.  Gnamptodon pumilio ingår i släktet Gnamptodon och familjen bracksteklar. Arten är reproducerande i Sverige. Inga underarter finns listade i Catalogue of Life.